# Sándor Tarics

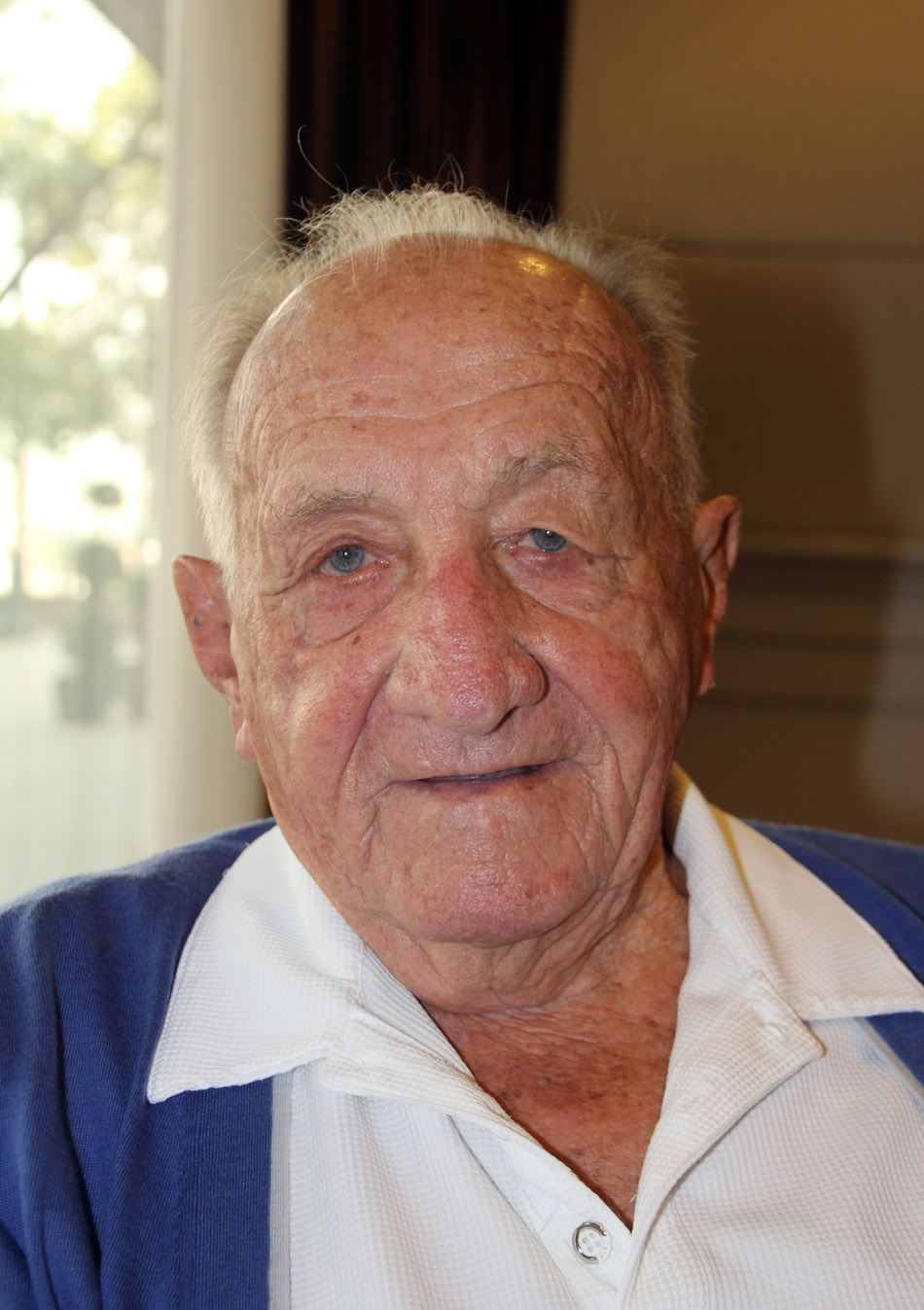
Sándor Tarics

Sándor "Alex" Tarics, född 23 september 1913 i Budapest, död 21 maj 2016 i San Francisco, Kalifornien, var en ungersk vattenpolospelare. Han tog OS-guld 1936 med Ungerns landslag och var vid sin död världens äldsta levande olympiska guldmedaljör.
Tarics gjorde fyra mål i den olympiska vattenpoloturneringen i Berlin 1936. Han spelade en match mot Malta som Ungern vann med 12–0. År 1948 flyttade han till USA.